# Coswig (stacja kolejowa)
Coswig – stacja kolejowa w Coswig, w kraju związkowym Saksonia, w Niemczech. Znajdują się tu 3 perony.